# Iglesia ortodoxa de Malankara
La Iglesia ortodoxa siria de Malankara (en malabar: മലങ്കര ഓർത്തഡോക്സ് സുറിയാനി സഭ), también conocida como Iglesia ortodoxa de Malankara o Iglesia ortodoxa india (en malabar: ഇന്ത്യൻ ഓർത്തഡോക്സ് സഭ), es una Iglesia de la familia ortodoxa oriental del cristianismo y uno de los varios grupos de los cristianos de Santo Tomás que trazan sus orígenes hasta Tomás el Apóstol, quien llegó a la India en el año 52 d. C., estableciendo la Iglesia y sufriendo el martirio en el año 72 en Mylapore (actualmente la ciudad de Chennai) en el sur de la India.

## Comunión con la Iglesia del Oriente
Esta Iglesia de la India estaba en comunión y dependía de la Iglesia del Oriente, que no aceptó las decisiones sobre cristología del Concilio de Éfeso, en 431. Desde el siglo VIII la Iglesia del Oriente nombró un Metropolitano de la India, a quién le fue asignado el décimo lugar dentro de su estructura jerárquica, pero como los designados generalmente no hablaban la lengua local, se nombraba también a un sacerdote indio como Archidiácono de toda la India.
En 1318, los cristianos de la Iglesia del Oriente dependían de 30 sedes metropolitanas y 200 diócesis, pero a fines del siglo XIV la mayoría de estos murieron durante la invasión de Tamerlán y quedaron reducidos a pequeñas comunidades en territorios que actualmente pertenecen a Turquía e Irak y además, a las comunidades cristianas de la India.

## Comunión con la Iglesia ortodoxa siria
Los portugueses, quienes colonizaron la India en 1498, presionaron a los cristianos de la India para que aceptasen los usos de la Iglesia latina. La Iglesia del Oriente estaba dividida desde 1552 entre los que aceptaban la unión con Roma (la actual Iglesia católica caldea) y los que la rechazaban (las actuales Iglesia asiria de Oriente y Antigua Iglesia del Oriente), e incluso por otros motivos no estaba en condiciones como para mantener su autoridad en la India. Después del sínodo de Diamper en 1599, muchos de los cristianos de Santo Tomás se rebelaron contra los intentos de los portugueses. En 1665 el metropolita Mar Gregorios Abdal Jaleel de la Iglesia ortodoxa siria, con sede en Jerusalén, viajó a Kerala y ordenó canónicamente como obispo al archidiácono Tomás, jefe de los rebeldes contra la latinización. Tomás y sus seguidores aceptaron la cristología de la Iglesia ortodoxa siriana, directamente contraria a la de la Iglesia del Oriente y adoptaron el rito siríaco occidental.

## Divisiones y autonomía
En 1774 se produjo el cisma de mar Kurilose quien creó la Iglesia siria independiente del Malabar (de Thozhiyoor o de Anjoor).
En el siglo XIX, debido a la colonización británica en la India desde 1795, la Iglesia anglicana difundió sus doctrinas entre los malankaras, inspirando un movimiento reformista liderado por Abraham Malpan, que llevó a la formación de la Iglesia siria Mar Thoma del Malabar en 1899.

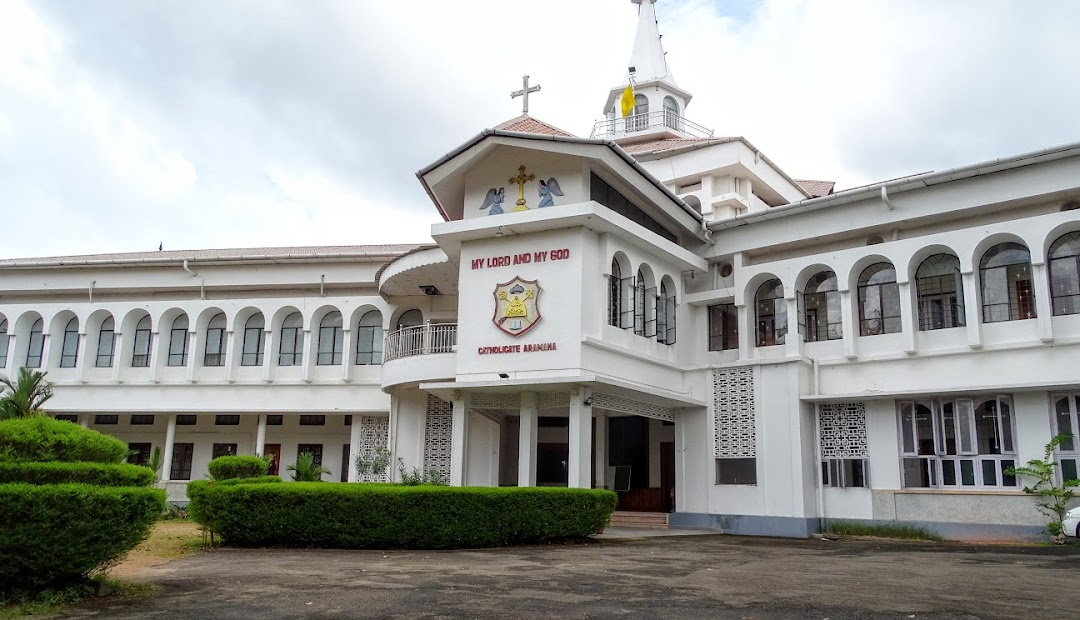
Palacio del catolicosado ortodoxo sirio de Malankara, en Kottayam, India.

El 15 de septiembre de 1912, por intervención de mar Abdul Messiah, un depuesto patriarca de la Iglesia siria de Antioquía, fue establecido en la India el Catolicosado del Oriente, reconociendo cierta autonomía de jurisdicción de hecho ya ejercida por el jefe de los fieles en la India, desde entonces llamado catolicós. Esto no fue aceptado por quienes se mantuvieron leales al legítimo patriarca sirio.
En 1926 una parte de la Iglesia malankara entró en comunión con la Iglesia católica, formando la Iglesia católica siro-malankara.
En 1958, la Corte Suprema de la India declaró al catolicós como autocéfalo y legales los obispos en comunión con él. Hubo una reconciliación entre los autonomistas y los que apoyaban al patriarca. En 1964 el patriarca reconoció o reinstauró formalmente el mafrianato o catolicosado. La Iglesia de la India fue administrada como una Iglesia autónoma dentro del patriarcado siriano. Pero en 1975 se repitió el cisma cuando el patriarca sirio depuso y excomulgó al catolicós Basilio Augen y le nombró un rival, hecho que resultó en la división que aún perdura.

## Situación actual

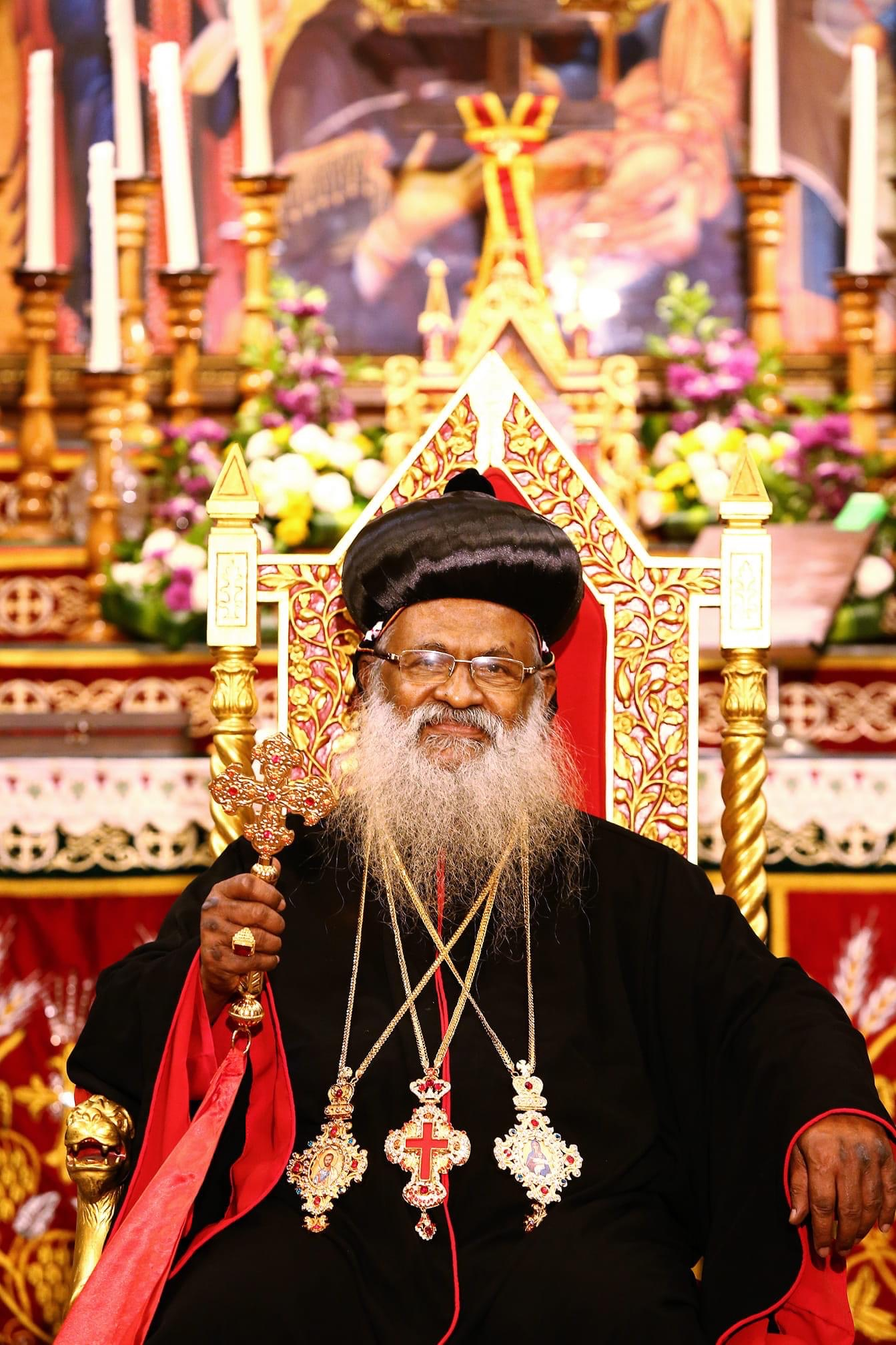
Basilius Marthoma Mathews III, catolicós del Oriente y metropolitano de Malankara.

La Iglesia conserva la tradición ortodoxa oriental en cuanto a fe y liturgia. Como las demás Iglesias ortodoxas orientales, con las que está en plena comunión, acepta los tres primeros Concilios Ecuménicos. La liturgia que hoy está en uso es una traducción de la liturgia tomada de la Iglesia antioquena desde que comenzó sus relaciones con ésta en el siglo XVII. Actualmente la Iglesia celebra la liturgia en malayalam, siríaco, hindi e inglés.
La cabeza suprema espiritual de la Iglesia ortodoxa India es el Catolicós del Oriente y Metropolitano Malankara, cuya sede está en Kottayam, Kerala, India. La Iglesia tiene diócesis e iglesias en la mayor parte de la India, también como en los Estados Unidos, Canadá, Gran Bretaña, Europa Occidental, el Golfo Pérsico, Malasia, Singapur, Australia y Nueva Zelanda. El título oficial de la cabeza de la Iglesia es "Catolicós del Oriente en el Trono Apostólico de Santo Tomás y Metropolitano Malankara".
Según el censo del Kerala del 2011, la iglesia tenía 493 858 fieles, poco más que los 482 762 que mantenían la fidelidad para con el patriarca sirio y los 465 207 de la Iglesia católica siro-malankara, que se separó en 1926. La gran mayoría de los cristianos del estado eran o católicos malabar (2 345 911) o católicos latinos (932 733).

### Diócesis
La Iglesia comprende 30 diócesis:
- Diócesis de Thiruvananthapuram
- Diócesis de Kollam
- Diócesis de Kottarakara-Punalur
- Diócesis de Adoor-Kadampanadu
- Diócesis de Thumpamon
- Diócesis de Mavelikara
- Diócesis de Chengannur
- Diócesis de Niranam
- Diócesis de Nilackal
- Diócesis de Kottayam
- Diócesis de Kottayam Central
- Diócesis de Idukki
- Diócesis de Kandanad Este
- Diócesis de Kandanad Oeste
- Diócesis de Ankamaly
- Diócesis de Kochi
- Diócesis de Thrissur
- Diócesis de Kunnamkulam
- Diócesis de Malabar
- Diócesis de Sulthan Bathery
- Diócesis de Brahamavar
- Diócesis de Madras
- Diócesis de Bangalore
- Diócesis de Bombay
- Diócesis de Calcuta
- Diócesis de Dehli
- Diócesis de Ahmedabad
- Diócesis de Noreste de América
- Diócesis de Sudoeste de América
- Diócesis de Reino Unido, Europa y África